# Paso del Macho
Paso del Macho är en ort i Mexiko.   Den ligger i kommunen Paso del Macho och delstaten Veracruz, i den sydöstra delen av landet, 260 km öster om huvudstaden Mexico City. Paso del Macho ligger 487 meter över havet och antalet invånare är 12 043.
Terrängen runt Paso del Macho är platt åt nordost, men åt sydväst är den kuperad. Runt Paso del Macho är det ganska tätbefolkat, med 149 invånare per kvadratkilometer. Närmaste större samhälle är Cuitláhuac, 17,6 km söder om Paso del Macho. Omgivningarna runt Paso del Macho är en mosaik av jordbruksmark och naturlig växtlighet.